# La Neuveville-sous-Châtenois
La Neuveville-sous-Châtenois település Franciaországban, Vosges megyében. Lakosainak száma 368 fő (2022. január 1.). La Neuveville-sous-Châtenois Châtenois, Dombrot-sur-Vair, Houécourt, Longchamp-sous-Châtenois és Sandaucourt községekkel határos.

## Népesség
A település népességének változása:
| Lakosok száma | 383  | 378  | 388  | 377  | 374  | 379  | 377  | 372  | 368  |
|               | 2013 | 2015 | 2016 | 2017 | 2018 | 2019 | 2020 | 2021 | 2022 |